# La usurpadora (1971)
La usurpadora foi uma telenovela venezuelana produzida pela RCTV em 1971, baseada na radionovela homônima de Inés Rodena. Foi protagonizada por Marina Baura e Raúl Amundaray.
A telenovela se converteu em um grande sucesso televisivo e também na rádio, dando origem a um filme lançado no ano seguinte e a várias versões, sendo a mais famosa delas o remake de 1998. 

## Enredo
A história começa no toalet de uma famosa boate de Caracas. Alicia Estévez é uma menina de origens humildes que ganha a vida atendendo milionárias no toalet desta famosa boate de Caracas e sua vida corre bem até que uma noite a frívola e malvada Rosalba Bracho chega à discoteca, que vai se divertir a companhia do primo e amante Luciano. Rosalba está de mau humor porque em apenas uma semana terá que voltar com o marido, Daniel Bracho e sua família moram na enfadonha cidade de Santa Rosa. Rosalba odeia os Brachos e só continua casada com Daniel por causa do dinheiro e da boa situação financeira dele.
Rosalba passa os óculos e se sentindo mal, vai ao banheiro feminino em busca de uma aspirina. Aí fica cara a cara com Alicia e o impacto da perversa Rosalba é enorme ao verificar que aquela humilde mulher é idêntica a ela. Rosalba comenta com Alicia o quanto eles são parecidos e a própria Alicia também se surpreende ao perceber isso. Já em seu quarto de hotel, Rosalba começa a traçar um plano para Alicia passar um ano na casa dos Bracho para usurpar seu lugar, enquanto ela viaja o mundo na companhia de seu novo amante, o bilionário Alexis Montalvo.
Rosalba propõe a Alicia que se faça passar por ela em troca do pagamento de um milhão de bolívares, mas Alicia se recusa. É quando Rosalba esconde sua cara pulseira de diamantes na bolsa de Alicia. Rosalba finge que perdeu a pulseira e cria um rebuliço na discoteca. Quando a polícia chega ao local, a bolsa de Alicia é revistada e, depois que a pulseira é encontrada, Alicia é presa. Rosalba garante que só ela pode salvá-la de ir para a prisão se ela concordar em se passar por ela na frente do marido e da família Bracho, para que, apavorada, Alicia ceda à chantagem. Em apenas uma semana, Rosalba ensina a Alicia como se comportar para que não descubram que ela é outra mulher, ela explica quem é quem na casa dos Brachos e lhe dá algo muito valioso e que ajudará muito: Seu diário pessoal onde seus segredos mais íntimos estão escritos.
Enfim chega o dia em que Alicia chega na casa dos Brachos, transformada na "Usurpadora" e fazendo todos acreditarem que ela é Rosalba Bracho. Uma vez instalada naquela casa e rodeada por todos aqueles estranhos, Alicia terá que enfrentar o ódio dos cunhados Felipe e Ana Rosa, o assédio sexual do marido de Ana Rosa, o malvado Ernesto, a embriaguez contínua de Mama Gina, o desprezo da senhora, das chaves que nada mais é do que a fiel Fidelia, aos medos noturnos de Danielito, o filho mais velho de Daniel, e aos impulsos amorosos do próprio Daniel, que se queixa de não querer ter intimidade com ele. E como se não bastasse, Alicia encontra-se com uma família à beira da ruína, pois a fábrica da Porcelanas Bracho está prestes a ser encerrada devido ao baixo volume de vendas. Alicia também tem que enfrentar o assédio do pintor Luigi Donatello, que é um antigo amante de Rosalba e que recentemente a pintou nua.
Alicia começa a se apaixonar por Daniel Bracho, mas luta para conter esse amor, pois sabe que em apenas um ano terá que sair daquela casa para que ele possa voltar aos braços de sua esposa, a verdadeira Rosalba Bracho. E enquanto isso Alicia acaba salvando a fábrica de Bracho da ruína, resgata Mama Gina do alcoolismo, faz Ana Rosa deixar de ser uma mulher feia e grisalha e a deixa bonita para tentar resgatar o amor de Ernesto e com amor também supera o pequeno Danielito seus medos noturnos.
Todos estão maravilhados e felizes com a mudança de atitude da nova Rosalba, já que ela não é mais uma mulher frívola e descontrolada, mas a única que sente saudades da velha Rosalba é seu marido Daniel, já que a anterior Rosalba era uma amante apaixonada neste um, agora ela o evita e se recusa a dormir com ele e cumpri-lo como uma esposa. Por outro lado, a verdadeira Rosalba sofre um acidente e fica incapacitada, pelo que Alicia não poderá mais sair do casarão dos Bracho dentro de um ano, conforme previamente combinado. 
Um dia Danielito se perde e sofre um acidente perdendo a memória enquanto ao mesmo tempo se descobre que Alicia estava usurpando a identidade de Rosalba e todos pensam que foi ela quem sequestrou a criança, mas na realidade Danielito acabou sendo pego e cuidado por Crisanto e Natalia, um casal de mendigos. Após uma longa busca, Alicia consegue encontrar o menino e devolvê-lo aos Brachos, mas quando acusada de sequestro e usurpação de personalidade ela é presa e também, Rosalba (que agora deve usar uma cadeira de rodas) retorna à mansão Bracho desencadeando o ódio de todos, incluindo seu próprio marido Daniel.
Alicia sofre uma grande provação na prisão e um grande julgamento é realizado no qual Rosalba é a principal acusadora de Alicia. Manuel, um belo advogado, insiste em provar que Alicia Estévez é inocente do crime de usurpação, pois quer provar que ela foi forçada a tornar-se usurpadora. O advogado liberta Alicia e, como se apaixonou por ela, pede que ela se case com ele. Alicia, sem amá-lo, concorda em se casar com ele.
O diário de Rosalba cai nas mãos de Daniel e quando ele o lê, ele descobre seus segredos sujos e suas traições com outros homens. Rosalba sofre um novo acidente que a coloca entre a vida e a morte.
É finalmente descoberto que Rosalba e Alicia são irmãs gêmeas que foram separadas no nascimento. Rosalba, já morrendo, pede desculpas a Alicia por todos os danos que ela lhe causou e finalmente morre. Alicia e Manuel rompem o noivado e ela e Daniel ficam juntos e se amam para sempre.

## Elenco
- Marina Baura - Alicia Estévez y Rosalba Bracho
- Raúl Amundaray - Daniel Bracho
- Maria Teresa Acosta - Mamá Gina de Bracho
- Bárbara Teyde - Ana Rosa Bracho
- Guillermo González - Ernesto
- América Barrios - Fidelia
- Chelo Rodríguez - Verónica
- Carlos Márquez - Felipe Bracho
- Agustina Martín - Patricia de Bracho
- Helianta Cruz - Elisa / Doble de Marina Baura (sin acreditar)
- Haydée Balza - Estefanía
- Tony Rodríguez - Danielito Bracho
- Liliana Lamata - Lisette Bracho
- Martha Olivo - Mamie
- Jorge Palacios - Luciano
- Dante Carle - Alexis Montalvo
- Paula D'Arco - Lalita
- Mauricio González - Lisandro
- Humberto Tancredi
- Yolanda Méndez - Niurka
- Julio Capote - Luigi Donatello
- Carmen Victoria Pérez - Sofía
- Marisela Berti - Marisela
- Yolanda Muñoz - Norma
- Liliana Durán - Isolda
- Tomás Henríquez - Crisanto
- Martha Carbillo - Natalia
- Aurora Mendoza - Lola
- Manuel Poblete - Ignacio
- Elio Rubens - Manuel
- Juan Manuel Montesinos - Marcelo
- Jorge Almada - Dr. Orozco
- Américo Montero - Dr. Agüero
- Edmundo Valdemar - Pedro Pablo
- Chichí Caldera - Inés
- Elisa Parejo - Mujer del velo
- María Luisa Angulo - Juana
- Angélica Arenas - Sara
- Dolores Beltrán - Andrea
- Cristina Fontana - Leonor
- Enrique Benshimol - Jefe
- Flor Ascanio - Artista
- Jacinto Cabrera - Fiscal López
- Luis Calderón - Dr. Medina
- José Luis de Celis - José
- Carlos Fernández - Juan, el marinero
- Eduardo Gadea Pérez - Dr. Toledo
- María Gámez - Abuela
- Graciela López - Sra. Ramírez
- Darío Nessi - Paulo
- Aura Ochoa - Elena
- Santiago Ríos - Mr. Edward
- Mario Santa Cruz - Juez
- René Vanegas - Pedro
- Alejandra Pinedo

## Adaptações
- El hogar que yo robé (1981) telenovela mexicana produzida pela Televisa e protagonizada por Angélica María e Juan Ferrara.
- La intrusa (1986) telenovela venezuelana produzida pela RCTV e protagonizada por Mariela Alcalá e Víctor Camara.
- La usurpadora (1998) telenovela mexicana produzida pela Televisa e protagonizada por Gabriela Spanic e Fernando Colunga.
- ¿Quién eres tú? (2012) telenovela colombiana produzida pela Televisa e Univisión para RTI, protagonizada por Laura Carmine e Julián Gil.
- La usurpadora (2019) telenovela mexicana produzida pela Televisa e protagonizada por Sandra Echeverría e Andrés Palacios.